# 하나 쉬굴라
하나 쉬굴라(독일어: Hanna Schygulla, 독일어 발음: [ˈhana ʃyˈɡʊla] ( 듣기), 1943년 12월 25일~)는 독일의 배우, 샹송 가수이다. 뉴저먼 시네마의 대표적 독일 배우이며, 라이너 베르너 파스빈더 감독과도 다수의 작품을 함께 했다.

## 출연 작품
- 기도하는 소년 (2018)
- 럭키 (2017)
- 언레스 (2016)
- 더 콰이엇 로어 (2014)
- 나의 첫번째 장례식 (2013)
- 아반티 (2012)
- 룰러바이 투 마이 파더 (2012)
- 파우스트 (2011)
- 천국의 가장자리 (2007)
- 금요일 혹은 다른 날 (2005)
- 약속의 땅 (2004)
- 영혼의 창 (2001)
- 내겐 오직 파스빈더뿐 (2000)
- 베크마이스터 하모니즈 (2000)
- 꿈 속의 여인 (1998)
- 레아 (1996)
- 시몽 시네마의 101의 밤 (1995)
- 마비된 정원 (1993)
- 이국의 망령 (1992)
- 바르샤바 (1992)
- 환생 (1991)
- 미스 아리조나 (1987)
- 위험한 게임 (1987)
- 카사노바 (1987)
- 델타 포스 (1986)
- 피터 대제 (1986)
- 더 퓨쳐 이즈 우먼 (1984)
- 쉬어 매드니스 (1983)
- 피에라 이야기 (1983)
- 아이 원트 유 (1983)
- 열정 (1982)
- 안토니에타 (1982)
- 바렌느의 밤 (1982)
- 릴리 마를렌 (1981)
- 베를린 알렉산더 광장 (1980)
- 제3세대 (1979)
- 마리아 브라운의 결혼 (1979)
- 빗나간 동작 (1974)
- 에피 브리스트 (1974)
- 사계절의 상인 (1972)
- 페트라 폰 칸트의 쓰디쓴 눈물 (1972)
- 브레멘의 자유 (1972)
- 마티아스 크나이슬 (1971)
- 화이티 (1971)
- 왜 R씨는 미쳐 날뛰는가? (1970)
- 저주의 신들 (1970)
- 사랑은 죽음보다 차갑다 (1969)
- 카젤마허 (1969)